# تپه داخرجین ۲
تپه داخرجین ۲ مربوط به دوران‌های تاریخی پس از اسلام است و در شهرستان بوئین‌زهرا، بخش آبگرم، روستای داخرجین واقع شده و این اثر در تاریخ ۲۸ فروردین ۱۳۸۰ با شمارهٔ ثبت ۳۷۴۰ به‌عنوان یکی از آثار ملی ایران به ثبت رسیده است.